# 卡尔·莱斯特
卡爾·萊斯特（德語：Karl Leister，1937年6月15日—）是一位單簧管演奏家，德國威廉港出身。1959年－1993年期間是著名的柏林爱乐乐团一員，並長期擔任首席單簧管一職。

## 早年
幼年由父親啟蒙單簧管演奏，之後進入柏林音樂院，於1956年畢業。少年時期演奏能力已相當傑出，他在1956年7月演出史塔密茲協奏曲，表現頗受肯定。評論家海魯茲·佛爾特認為萊斯特「在不久的將來，應該會成為德國第一流管弦樂團的首席豎笛」。同年12月，以十九歲之齡獲柏林喜歌劇院錄取，擔任獨奏單簧管職務。試用期過後，與喜歌劇院正式的合約始於1957年11月1日，迄1959年6月30日止。
1957年6月時，德國大學音樂比賽在科隆舉辦，萊斯特以柏林音樂院校友身分參賽。他的曲目是马克斯·雷格的B♭大調奏鳴曲（作品107），獲得單簧管組的第一名。另外，該年的ARD國際音樂大賽他亦有參賽，最終獲得第二名。

## 職業生涯
1958年春，萊斯特參加了柏林爱乐乐团的首席單簧管甄試，並成功考取這個職位。1959年9月，開始在柏林愛樂的一年試用期。1960年5月通過試用，成為正式團員，之後他開始獲得國際知名度，活躍於獨奏和室內樂活動。萊斯特同時是柏林愛樂管樂重奏團（Bläser der Berliner Philharmoniker）以及維也納-柏林合奏團（Ensemble Wien-Berlin）的創始成員之一。1970年年中，柏林愛樂木管五重奏團成立，由詹姆斯·高威（長笛）、羅特·寇赫（雙簧管）、谷恩特·皮斯克（Günther Piesk，低音管）、格爾德·賽佛特（法國號）以及萊斯特本人所組成。
1962年，以柏林愛樂首席之姿再次參加ARD大賽。經三輪淘汰後，僅有萊斯特一人參與「決賽」，可以說他就是自己的對手，是相當罕見的情節。最終，萊斯特在該屆賽事中取得單簧管「第二名」，這是他生涯最後一次大賽。
在柏林愛樂的卡拉揚學苑成立後，萊斯特亦從事教學，貢獻於次一代的單簧管演奏領域。此外在1993年至2002年期間，他亦任教於柏林汉斯·艾斯勒音乐学院。

## 延伸閱讀
- . Der Tagesspiegel. 2013-10-15  [2022-04-06]. （原始内容存档于2022-04-06） （德语）.

## 外部連結
- 卡尔·莱斯特的Discogs页面（英文）
- YouTube上的